# Соціальна статика
Соціальна статика, або Умови, необхідні для щастя, визначені, і перша з них розроблена — книга 1851 року британського ерудита Герберта Спенсера. Книгу видав Джон Чепмен з Лондона.
У книзі він використовує термін «пристосованість», застосовуючи свої ідеї до ламарківської еволюції до суспільства, кажучи, наприклад, що «Очевидно, що будь-яка істота, конституція якої має бути пристосована до нових умов існування, повинна бути поміщена в ці умови. Або, ставлячи питання конкретніше, зрозуміло, що людина може стати пристосованою до соціальної держави, лише перебуваючи в соціальній державі. З цього випливає, що оскільки людина була і залишається позбавленою тих почуттів, які, диктуючи справедливу поведінку, запобігають вічному антагонізму індивідів та їхньому подальшому роз'єднанню, необхідна якась штучна сила, яка може підтримувати їхнє об'єднання. Лише сам процес пристосування може виробити той характер, який робить соціальну рівновагу спонтанною».
Незважаючи на те, що його зазвичай приписують цій книзі, Спенсер лише у своїх «Принципах біології» 1864 року винайшов фразу «виживання найпристосованіших», яку згодом застосував до економіки та біології. Це можна назвати ключовим принципом так званого соціального дарвінізму, хоча Спенсер і його книга не були його прихильниками.
Однією з найвідоміших частин «Соціальної статики», яка розглядається як окрема робота, є есе «Право ігнорувати державу» (англ. The Right to Ignore the State) (з глави 19).

## Реакція
Економіст Мюррей Ротбард назвав «Соціальну статику» «найбільшою окремою працею лібертаріанської політичної філософії, яка коли-небудь була написана».
У справі Lochner v. Нью-Йорк , суддя Олівер Венделл Холмс-молодший, не погоджуючись із постановою Верховного суду про те, що законодавство штату, яке забороняє пекарям працювати більше десяти годин на день або шістдесяти годин на тиждень, порушило положення про належну правову процедуру Чотирнадцятої поправки до Конституції Сполучених Штатів. порушуючи право особи на укладення договору, знаменитий писав: «Чотирнадцята поправка не вводить в дію Соціальну статику пана Герберта Спенсера».